# Mars Reconnaissance Orbiter
NASAs Mars Reconnaissance Orbiter (MRO) er en rumsonde designet til at udføre udforskning af Mars fra et kredsløb om planeten. MRO blev bygget af Lockheed Martin sammen med Jet Propulsion Laboratory og havde en samlet pris på 720 millioner dollars. Den blev opsendt 12 august 2005 og nåede frem til Mars hvor den gik i kredsløb 10 marts 2006. Efter at have justeret sit kredsløb om Mars i seks måneder nåede sonden sit endelige kredsløb i november 2006 og den begyndte kort derefter den videnskabelige mission.
For at kunne analysere Mars har MRO både kameraer, spektrometre og radar med. Dette muliggør analyser af både landskabsformer, stratigrafi, mineraler og is. MRO baner vejen for fremtidige rumsonder til Mars ved at kunne overvåge vejr- og overfladeforhold og studere potentielle landingingssteder for fremtidige landere til den røde planet. MRO fungerer også som kommunikationsforbindelse mellem jorden og Mars for nuværende og fremtidige landere. I løbet af sin levetid vil MRO sende mere data fra Mars til jorden end alle tidligere interplanetariske rumsonder tilsammen.
MRO tilsluttede sig tre andre rumsonder og to landere, der udforskede Mars: Mars Global Surveyor, Mars Express, 2001 Mars Odyssey, og de to Mars Exploration Rovers. Siden har Mars Global Surveyor dog afsluttet sin mission.

## Falkeøje
MRO er udstyret med en kraftig kikkert der kan opdage en fodbold på marsoverfladen. HiRISE har bl.a. taget billeder af marslanderne – i første omgang de amerikanske, men senere skal den også kikke på nedstyrtede sovjetiske og den europæiske Beagle-2.

- Marsrobotten Opportunity fra rummet
- Phoenix-landeren i faldskærm foran Heimdall
- Phoenix på overfladen

- Wikimedia Commons har flere filer relateret til Mars Reconnaissance Orbiter

| Rumfart | Spire Denne artikel om rumfart er en spire som bør udbygges. Du er velkommen til at hjælpe Wikipedia ved at udvide den. |